# Gonzalo López-Gallego

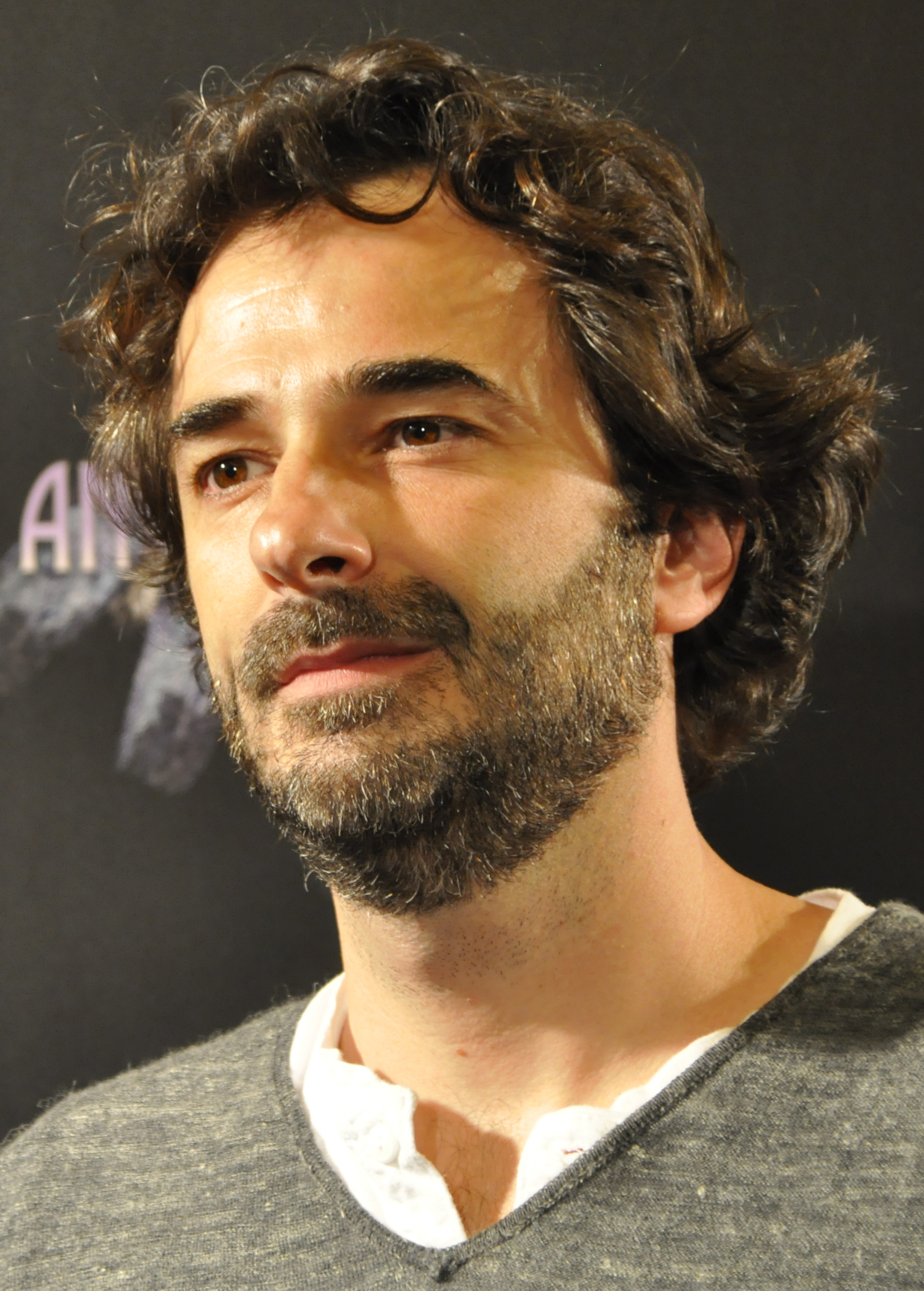
Gonzalo López-Gallego

Gonzalo López-Gallego (* 27. Juni 1973 in Madrid) ist ein spanischer Filmregisseur, Drehbuchautor und Filmeditor.

## Leben und Wirken
Gonzalo López-Gallego ist seit Ende der 1990er Jahre im spanischen Filmgeschäft tätig. Sein Debütfilm Nómadas erschien 2001. Für den Film King of the Hill wurde er 2008 mit dem Jury-Preis beim Amsterdam Fantastic Film Festival ausgezeichnet. Ab 2010 wurde er auch in den Vereinigten Staaten tätig, die Horrorfilme Apollo 18 und Open Grave entstanden dort, sowie die Thriller The Hollow Point und Backdraft 2. 2024 kehrte er mit dem britischen Thriller American Star wieder auf die Kinoleinwand zurück. Der Film markierte die zweite Zusammenarbeit mit dem Schauspieler Ian McShane, mit dem er zuvor in The Hollow Point zusammengearbeitet hatte.

## Filmografie (Auswahl)
- 2001: Nómadas (+ Drehbuch)
- 2003: Sobre el arco iris
- 2007: King of the Hill (El rey de la montaña, + Drehbuch)
- 2010: La piel azul
- 2011: Apollo 18
- 2013: Open Grave
- 2016: The Hollow Point
- 2019: Backdraft 2
- 2020: Néboa (Fernsehserie, 4 Folgen)
- 2024: American Star